# سکوپووو
سکوپووو (به لهستانی:  Skupowo) یک منطقهٔ مسکونی در لهستان است که در گمینا ناروکا واقع شده‌است. سکوپووو ۳۳۰ نفر جمعیت دارد.